# فهرست قنات‌های شهرستان آوج
جدول زیر براساس آمار وزارت جهاد کشاورزی تهیه شده‌است. فهرست زیر قنات‌های شهرستان آوج در استان قزوین را نشان می‌دهد.
| نام قنات         | موقعیت                | نزدیک‌ترین روستا | طول قنات (متر) | تعداد میله چاه | عمق مادر چاه | دبی (لیتر بر ثانیه) | سطح زیر کشت (هکتار) |
| ---------------- | --------------------- | --------------- | -------------- | -------------- | ------------ | ------------------- | ------------------- |
| ابوالفضل آجرلو   | بخش مرکزی شهرستان آوج | کلنجین          | ۲۰۰            | ۴              | ۳            | ۰                   | ۳                   |
| الله قلی         | بخش مرکزی شهرستان آوج | کلنجین          | ۳۰۰            | ۶              | ۳            | ۰                   | ۱۵                  |
| امرود آغاجی      | بخش مرکزی شهرستان آوج | کلنجین          | ۳۰۰            | ۶              | ۳            | ۰                   | ۱۳                  |
| اکبر دمیر چلی    | بخش مرکزی شهرستان آوج | کلنجین          | ۲۵۰            | ۵              | ۳            | ۰                   | ۴                   |
| ایانک            | بخش مرکزی شهرستان آوج | کلنجین          | ۶۰۰            | ۱۲             | ۳            | ۰                   | ۶۵                  |
| بیوک گول قناتی   | بخش مرکزی شهرستان آوج | سبزک            | ۱۲۰۰           | ۲۰             | ۲            | ۰                   | ۴۵                  |
| حسن باعچه        | بخش مرکزی شهرستان آوج | کلنجین          | ۵۰۰            | ۱۰             | ۵            | ۰                   | ۳۵۰                 |
| داخل روستا       | بخش مرکزی شهرستان آوج | کلنجین          | ۰              | ۰              | ۰            | ۰                   | ۰                   |
| داعین            | بخش مرکزی شهرستان آوج | کلنجین          | ۱۲۰۰           | ۲۰             | ۵            | ۰                   | ۸۰                  |
| دالی کهریز       | بخش مرکزی شهرستان آوج | رزک             | ۰              | ۰              | ۰            | ۰                   | ۰                   |
| دره زرشک         | بخش مرکزی شهرستان آوج | تواباد          | ۵۰             | ۱              | ۵            | ۰                   | ۵۰                  |
| رودخانه بالا     | بخش مرکزی شهرستان آوج | تواباد          | ۱۰۰            | ۲              | ۳            | ۰                   | ۲۵                  |
| سبزدر            | بخش مرکزی شهرستان آوج | کلنجین          | ۳۵۰            | ۷              | ۳٫۵          | ۰                   | ۲۸                  |
| سلیم کریم        | بخش مرکزی شهرستان آوج | کلنجین          | ۴۰۰            | ۸              | ۴٫۵          | ۰                   | ۸۰                  |
| سنگاوین          | بخش مرکزی شهرستان آوج | سنگاوین         | ۴۰۰            | ۸              | ۴٫۵          | ۰                   | ۵۱                  |
| صالح کرد         | بخش مرکزی شهرستان آوج | تواباد          | ۱۰۰            | ۲              | ۴٫۵          | ۰                   | ۵۰                  |
| فارسی اغلان سفلی | بخش مرکزی شهرستان آوج | فارسی اغلان     | ۱۶۰            | ۴              | ۲            | ۰                   | ۱۰                  |
| قنات روستا       | بخش مرکزی شهرستان آوج | فارسی اغلان     | ۱۲۰            | ۴              | ۲            | ۰                   | ۱۳۰                 |
| قنات روستا       | بخش مرکزی شهرستان آوج | اقچه دام        | ۲۰۰            | ۴              | ۵            | ۰                   | ۵۰                  |
| قنات کشاورزی     | بخش مرکزی شهرستان آوج | حصار            | ۹۰۰            | ۵۰             | ۵            | ۲۵                  | ۵۰۰                 |
| قنات کشاورزی     | بخش مرکزی شهرستان آوج | حسن‌آباد         | ۴۰۰            | ۱۰             | ۵            | ۱۰                  | ۵۰۰                 |
| قنات کشاورزی     | بخش مرکزی شهرستان آوج | دیدار           | ۳۰۰            | ۱۰             | ۳            | ۸                   | ۱۰۰                 |
| قنات کشاورزی     | بخش مرکزی شهرستان آوج | شاخدار          | ۱۰۰۰           | ۴۰             | ۵            | ۱۵                  | ۳۰۰                 |
| قنات کشاورزی     | بخش مرکزی شهرستان آوج | سعدآباد         | ۵۰۰            | ۲۰             | ۳            | ۸۰                  | ۲۰۰                 |
| قنات کشاورزی     | بخش مرکزی شهرستان آوج | ازانبار         | ۷۰۰            | ۳۰             | ۶            | ۷                   | ۵۰۰                 |
| قنات کشاورزی     | بخش مرکزی شهرستان آوج | مشهد            | ۵۰۰            | ۲۵             | ۱۰           | ۲۰                  | ۱۰۰                 |
| قنات کشاورزی     | بخش مرکزی شهرستان آوج | علی‌آباد         | ۵۰۰            | ۳۰             | ۲۰           | ۲۰                  | ۱۵۰                 |
| قنات کشاورزی     | بخش مرکزی شهرستان آوج | کردجین          | ۵۰۰            | ۲۰             | ۳            | ۱۰                  | ۲۰۰                 |
| قنات کشاورزی     | بخش مرکزی شهرستان آوج | قانقانلو        | ۱۰۰۰           | ۵۰             | ۵            | ۱۰                  | ۱۵۰                 |
| نامعلوم          | بخش مرکزی شهرستان آوج | چاه برف         | ۵۰۰            | ۱۷             | ۵            | ۰                   | ۷                   |
| نبات آلن         | بخش مرکزی شهرستان آوج | رزک             | ۱۰۰            | ۳              | ۸            | ۰                   | ۴                   |
| هشته جین         | بخش مرکزی شهرستان آوج | کلنجین          | ۱۲۰            | ۲              | ۳            | ۰                   | ۷                   |
| چشمه             | بخش مرکزی شهرستان آوج | کلنجین          | ۸۰             | ۱              | ۵            | ۰                   | ۲۱                  |
| کت قناتی         | بخش مرکزی شهرستان آوج | سبزک            | ۸۰۰            | ۱۶             | ۲            | ۰                   | ۳۰                  |
| کت کهریزی        | بخش مرکزی شهرستان آوج | گاوزمین         | ۸۰۰            | ۱۶             | ۵            | ۰                   | ۳۰                  |
| کندگولی          | بخش مرکزی شهرستان آوج | رزک             | ۲۰۰            | ۶              | ۵            | ۰                   | ۶                   |
| کهریز            | بخش مرکزی شهرستان آوج | شینگل           | ۳۵۰            | ۷              | ۴            | ۰                   | ۴۸                  |
| کهریز            | بخش مرکزی شهرستان آوج | گاوزمین         | ۷۵۰            | ۱۵             | ۵            | ۰                   | ۳۰                  |
| گنداب            | بخش مرکزی شهرستان آوج | کلنجین          | ۴۰             | ۱              | ۲            | ۰                   | ۱۰                  |
| یارماکهریز       | بخش مرکزی شهرستان آوج | رزک             | ۷۰             | ۲              | ۲            | ۰                   | ۵                   |
| یالقوز باغ       | بخش مرکزی شهرستان آوج | رزک             | ۱۵۰            | ۵              | ۵            | ۰                   | ۲                   |
| ینگی کهریز       | بخش مرکزی شهرستان آوج | فارسی اغلان     | ۲۰۰            | ۵              | ۲            | ۰                   | ۱۸                  |